# For Real
For Real – utwór tureckiego zespołu muzycznego Athena, napisany przez dwóch członków formacji – Gökhana i Hakana Özoğuzów, nagrany oraz wydany 2004 roku, umieszczony na piątej płycie studyjnej grupy pt. Us.

## Historia utworu

### Teledysk
Oficjalny teledysk do utworu był kręcony na terenie hotelu Pera Palace, znanego m.in. z filmu Morderstwo w Orient Expressie. Reżyserem klipu został holenderskiego fotografa Jonathana Weylanda.

### Konkurs Piosenki Eurowizji 2004
Utwór reprezentował Turcję podczas 49. Konkursu Piosenki Eurowizji w 2004 roku, wygrywając w styczniu specjalny koncert eliminacyjny, podczas którego wybierana była konkursowa propozycja dla wybranego wcześniej przez nadawcę zespołu Athena. Singiel zdobył łącznie 86 362 głosów telewidzów, pokonując pozostałe dwie piosenki – „I Love Mud on My Face” i „Easy Man”). Po finale eliminacji zwycięska propozycja została przearanżowana.
Jako reprezentanci gospodarzy mieli zapewnione miejsce w finale widowiska. W finale konkursu, który odbył się 15 maja, utwór zajął ostatecznie 4. miejsce, zdobywając łącznie 195 punktów, w tym maksymalne noty 12 punktów od Belgii, Niemiec, Francji i Holandii. Choreografię do występu przygotował Selatin Kara, który współpracował wcześniej m.in. z Madonną, Michaelem Jacksonem i Britney Spears.

## Lista utworów
CD Single
1. „For Real”
2. „Easy Man”
3. „I Love Mud on My Face”